# David Hunt (roddare)
David Hunt, född 1 februari 1991, är en sydafrikansk roddare.
Hunt representerade Sydafrika i olympiska sommarspelen 2016 i Rio de Janeiro, där han kom på fjärde plats i fyra utan styrman.